# SN 1991am
SN 1991am – supernowa typu Ia odkryta 24 lipca 1991 roku w galaktyce M+06-37-06. W momencie odkrycia miała maksymalną jasność 18,00m.